# Матысово
Матысово — деревня в Себежском районе Псковской области России. Входит в состав городского поселения Идрица.

## География
Находится на юго региона и района, в лесной местности около озера Братилово.
Уличная сеть не развита.

## История
В 1802—1924 годах земли поселения входили в Себежский уезд Витебской губернии.
В 1941—1944 гг. деревня находилась под фашистской оккупацией войсками Гитлеровской Германии. 25 марта 1944 года в наступательном бою у деревни Матысово отделение разведчиков под командованием сержанта И. А. Салыгина захватило высоту 173,1 и удерживало её, отразив 5 контратак и истребив свыше 10 гитлеровцев; И. А. Салыгин лично уничтожил пулемётный расчёт противника.
До 1995 года входила в Чайкинский сельсовет. Постановлением Псковского областного Собрания депутатов от 26 января 1995 года все сельсоветы в Псковской области были переименованы в волости, так деревня вошла в Чайкинскую волость.
Согласно Закону Псковской области от 28 февраля 2005 года Чайкинская волость была упразднена и деревня Матысово вошла в состав образованного муниципального образования «Бояриновская волость».
В 2015 году Бояриновская волость, вместе с населёнными пунктами, была влита в состав городского поселения Идрица.

## Население
| 2001 | 2002 | 2010 |
| ---- | ---- | ---- |
| 6    | ↘4   | ↘1   |

Согласно результатам переписи 2002 года, в национальной структуре населения русские составляли 100 % от общей численности в 4 чел..

## Инфраструктура
Было развито личное подсобное хозяйство.

## Транспорт
Деревня доступна по просёлочной дороге.